# Triphaenopsis confecta
Triphaenopsis confecta là một loài bướm đêm trong họ Noctuidae.